# Форггус мак Муйредах
Форггус мак Муйредах — він же: Форргус мак Макь Ерке (ірл. — Forggus mac Muirchertaig, Forrgus mac Maic Ercae) — верховний король Ірландії. Час правління: 559—561 роки. Співправитель верховного короля ірландії Домнал мак Муйрхертах.
Батько — Муйрхертах мак Муйредайх (ірл. — Muirchertach mac Muiredaig) також званий Мак Ерке.
Брат — Домналл Ілхелгах, він же Домналл Багатьох Обманів, Домнал мак Муйрхертах — (ірл. — Domnall Ilchelgach) — верховний король Ірландії, його співправитель.
Про правління і смерть Форггуса мак Муйредаха згадується в житії святого Колумби. Більш достовірними записами в ірландських літописах вважаються повідомлення, що він переміг Домнала Еогана Бела (ірл. — Domnall Eógan Bél) онука верховного короля Ірландії Айліля Молта, а потім переміг Айліля Інбанда мак Еогана (ірл. — Ailill Inbanda mac Éogan) у битві, що відбулася близько 550 року на заході Ірландії, в районі затоки Клю (сучасне графство Мейо). Разом зі своїм братом Домналом та родичем Айнмуйре (ірл. — Domnall, Ainmuire) за допомогою короля Коннахта Аеда мак Ехаха (ірл. — Áed mac Echach) перемогли короля Діармайта мак Кербайлла в битві під Кул Дреймне (ірл. — Cúl Dreimne), що привело пізніше до захоплення Форггусом влади. Судячи по всьому, через два роки після захоплення влади, загинув разом зі своїм братом в битві з військом королівства Ленстер в долині річки Ліффі.